# روي براون (سياسي)
روي براون هو سياسي كندي، ولد في 13 سبتمبر 1896م في كندا، وتوفي في 30 نوفمبر 1960م بوينيبيغ في كندا.